# Генетический подход
Генети́ческий подход — один из неофрейдистских теоретических взглядов на функционирование и принципы работы психики человека. Данный подход, наряду с адаптивным, был сформулирован английским психоаналитиком Эдвардом Гловером в начале 1940-х в дополнение к оригинальным разработкам Зигмунда Фрейда в области метапсихологии.
Генетический подход направлен на изучение истоков любого психологического феномена; в соответствии с данной точкой зрения выдвигается основополагающее для психоанализа утверждение, согласно которому все стадии развития человека (с точки зрения биологии), а также предпринятые в ходе развития действия и решения (воспоминания о которых могут быть даже вытесненными), остаются в психике индивидуума потенциально активными и их влияние на личность не прекращается; по сути, генетический подход обосновывает идею о психическом детерминизме и показывает, каким образом прошлое человека представлено в его настоящем.
Генетический подход постулирует влияние индивидуальной истории жизни человека на характер развития его психики, то есть берет во внимание биологические и конституционные факторы. Данный подход, согласно трактовке Борнесса Мура и Бернарда Файна, «обеспечивает возможность концептуализации регрессивных феноменов, а также оценку настоящего и будущих перспектив индивида». Примером «генетического» умозаключения служит утверждение, что любой невроз взрослого уходит корнями в существовавший у этого же человека в младенчестве инфантильный невроз.